# Анцу (Белуно)
Анцу (итал. Anzù) је насеље у Италији у округу Белуно, региону Венето.
Према процени из 2011. у насељу је живело 598 становника. Насеље се налази на надморској висини од 239 м.